# Brookesia perarmata
Brookesia perarmata — вид ящірок роду брукезія (Brookesia) родини [хамелеонів (Chamaeleonidae).

## Поширення
Ендемік Мадагаскару. Має обмежений ареал. Поширений на півночі національного парку Цінжі-де-Бемараха на заході країни. Ймовірно, мешкає також у суміжному заповіднику Цінжі-де-Бемараха, що знаходиться північніше національного парку, оскільки вид знаходили на межі цих природоохоронних територій.

## Опис
Найбільший представник роду брукезій, виростає до 11 см завдовжки. Вирізняється двосторонніми рядами колючих шипів уздовж спинної поверхні та коричневим забарвленням. Голова світліша від решти тіла.

## Спосіб життя
Мешкає у сухих низовинних лісах. Живе у лісовій підстилці серед мертвого листя, яке він використовує для камуфляжу. Піднімається на нижні гілки рослин для сну. Живиться комахами та їхніми личинками. Відкладає яйця. Інкубація триває два місяці.